# 29e gala des prix Félix
Les lauréats des prix Félix en 2007, artistes québécois œuvrant dans l'industrie de la chanson, ont reçu leurs récompenses à l'occasion du vingt-neuvième Gala de l'ADISQ animé par Louis-José Houde et qui eut lieu le 28 octobre 2007.

## Interprète masculin de l'année
- Nicola Ciccone

Autres propositions : Daniel Bélanger, Xavier Caféïne, Dumas, Pierre Lapointe, Richard Séguin, Vincent Vallières.

## Interprète féminine de l'année
- Isabelle Boulay

Autres propositions : Luce Dufault, Florence K, Chloé Sainte-Marie, Marie-Élaine Thibert, Mara Tremblay, Annie Villeneuve.

## Révélation de l'année
- Tricot machine

Autres propositions : 3 gars su l'sofa, Audrey de Montigny, Damien Robitaille, Vulgaires Machins.

## Groupe de l'année
- Mes Aïeux

Autres propositions : Kaïn, Karkwa, les Trois Accords, Malajube.

## Auteur-compositeur de l'année
- Daniel Bélanger

Autres propositions : Damien Robitaille, Tricot machine et Daniel Beaumont, Vincent Vallières, Vulgaires Machins.

## Artiste s'étant le plus illustré hors Québec
- Malajube

Autres propositions : Champion et ses G-Strings, Pierre Lapointe, Marie-Mai, Yannick Nézet-Séguin.

## Artiste de la francophonie s'étant le plus illustré au Québec
- Zachary Richard

Autres propositions : Grand Corps Malade, Serge Lama, Émilie Simon, Rachid Taha, IAM.

## Chanson populaire de l'année
- Dégénérations (Le reel du fossé) (Mes Aïeux)

Autres propositions : Les jours de pluie (Alfa Rococo), La fin de l'homme (Daniel Bélanger), Entre Matane et Bâton Rouge (Isabelle Boulay), Sous une pluie d'étoiles (Cindy Daniel), Je l'ai jamais dit à personne (Étienne Drapeau), Laisser l'été avoir 15 ans (Claude Dubois et Natasha St-Pier), Au gré des saisons (Dumas), Mexico (Kaïn), Tangerine (Jean Leclerc), 8 secondes (les Cowboys Fringants), Dégénérations (Mes Aïeux), Follow me remix (Ariane Moffatt), Je pars à pied (Vincent Vallières).

## Album le plus vendu
- Tire-toi une bûche (Mes Aïeux)

Autres propositions : Duos Dubois (Artistes variés), Quand le country dit bonjour... (Artistes variés), De retour à la source (Isabelle Boulay), Comme ça (Marie-Élaine Thibert).

## Album pop de l'année
- Duos Dubois (Artistes variés)

Autres propositions : Chansonnier (Daniel Boucher), Nous serons six millions (Nicola Ciccone), Garou (Garou), Comme ça (Marie-Élaine Thibert).

## Album rock de l'année
- Grand champion international de course (les Trois Accords)

Autres propositions : Gisèle (Xavier Caféïne), Charlebois au National (Robert Charlebois), Live au Centre Bell (les Respectables), Pop Rop (Papillon).

## Album pop-rock de l'année
- L'échec du matériel (Daniel Bélanger)

Autres propositions : Acoustique en studio (Dany Bédar), Fixer le temps (Dumas),Lettres ouvertes (Richard Séguin), Le repère tranquille (Vincent Vallières).

## Album folk contemporain de l'année
- Tire-toi une bûche (Mes Aïeux)

Autres propositions : L'Homme qui me ressemble (Damien Robitaille)

## Album anglophone de l'année
- I think of you (Gregory Charles)

## Album alternatif de l'année
- Mexico (Jean Leclerc/Jean Leloup)

## Album country de l'année
- De retour à la source (Isabelle Boulay)

Autres propositions : L'amour est un mystère (Véronique Labbé, Parle-moi du bon vieux temps (Georges Hamel, Quand le country dit bonjour... (Artistes variés), Saint-Panache (WB-40)

## Album hip-hop de l'année
- Trop banane! (Omnikrom)

## Album jeunesse de l'année
- Les quatre saisons de Piquot, comte symphonique (Gilles Vigneault, Marc Bélanger et l'Orchestre symphonique de Drummondville).

## Album humour de l'année
- Les Grandes Gueules - Live 2 (Les Grandes Gueules)

Autres propositions : 2D (les Denis Drolet, L'actualité encapsulée (Pierre Verville, Live in Pologne Réal Béland, Ratio Réalité (les Justiciers masqués

## Album instrumental de l'année
- Forestare (Forestare)

## Album jazz création de l'année
- One More Time (Oliver Jones)

## Album jazz interprétation de l'année
- Frédérick De Grandpré (Frédérick De Grandpré)

## Album musique électronique de l'année
- L'Idéologie des stars (numéro#)

## Album musique du monde de l'année
- Bossa Blue (Florence K)

## Album traditionnel de l'année
- L'album du temps des Fêtes (la Volée d'Castors)

## Spectacle de l'année - auteur-compositeur-interprète
- Pierre Lapointe dans la forêt des mal-aimés (Pierre Lapointe)

Autres propositions : Fixer le temps (Dumas), Perreau et la lune (Yann Perreau), Lettres ouvertes (Richard Séguin), Le repère tranquille (Vincent Vallières).

## Spectacle de l'année - interprète
- De retour à la source (Isabelle Boulay)

Autres propositions : Les 7 (Artistes variés), La fin du monde (Michel Faubert), La ville où je vais (Mario Pelchat), Quand je ferme les yeux - Acoustique (Annie Villeneuve).

## Spectacle de l'année - humour
- Chick'n Swell en spectacle (Chick'n Swell)

Autres propositions : Bangt (Denis Bouchard), Lemire au Monument National (Daniel Lemire), Les Droletteries (les Denis Drolet), Le show du gros cave (Jean-François Mercier).

## Vidéoclip de l'année
- Qu'en est-il de la chance? (Pierre Lapointe)

Autres propositions : La beat à Ti-bi (Anodajay, Raoul Duguay), Au gré des saisons (Dumas), Vol de nuit (Florence K), Ton père est un croche (Mes Aïeux).

## DVD de l'année
- La tribu Charlebois au National - Tout écartillé (Robert Charlebois)

Autres propositions : On dormira demain. (Kaïn), Tire-toi une bûche (Mes Aïeux), Tu peux frapper à ma porte (Patrick Norman), Un regard 9 live (Lara Fabian).

## Hommage
Patrick Norman

## Sources
Gala de l'ADISQ 2007